# Егорнов, Александр Семёнович
Александр Семёнович Егорнов (1858—1903) — русский художник; мастер пейзажной живописи. Старший брат художника Сергея Семёновича Егорнова (1860—1920).

## Биография
Александр Егорнов родился 25 марта (6 апреля) 1858 года в городе Москве. Обучался искусству рисования в Императорской академии художеств.
Главным его наставником был профессор Академии барон Михаил Константинович Клодт. Окончил академический курс со званием классного художника 1 степени и большой золотой медалью, полученной за исполнение программы «Дубы».
С 1889 по 1891 год путешествовал в поисках сюжетов по Франции, Италии, Англии. Вернувшись в Россию, в качестве пенсионера Академии, объехал множество мест с той же целью.
Из произведений Александра Семёновича Егорнова, появлявшихся на Санкт-Петербургской академической и на других художественных выставках, наиболее известны «Вид Мисхора, близ Ай-Петри, в Крыму» (1888), «Перед дождем» (1888), «Лес зимой» (1899), «Пиренеи» (1891), «Осенний вечер» (1894), «Морской пейзаж» (1896), «Болото» (1901) и «Водяная мельница».
Его картины «Перед грозой» и «Нормандский берег» принесли ему в 1893 году звания академика ИАХ.
А. С. Егорнов был деятельным членом «Общества русских акварелистов» (с 1897 года являлся его председателем) и Санкт-Петербургского общества художников.
Александр Семёнович Егорнов скончался 27 декабря 1902 (9 января) 1903 года в городе Санкт-Петербурге.
Его картины хранятся в Третьяковской галерее, Русском музее и в других известных выставочных залах России и Европы.

## Избранные полотна

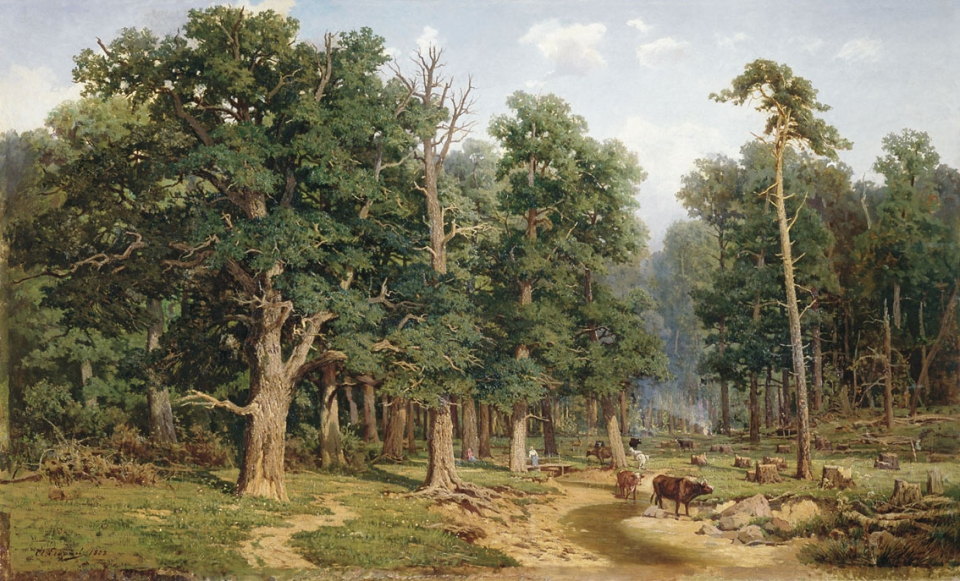
«Дубовый лес»
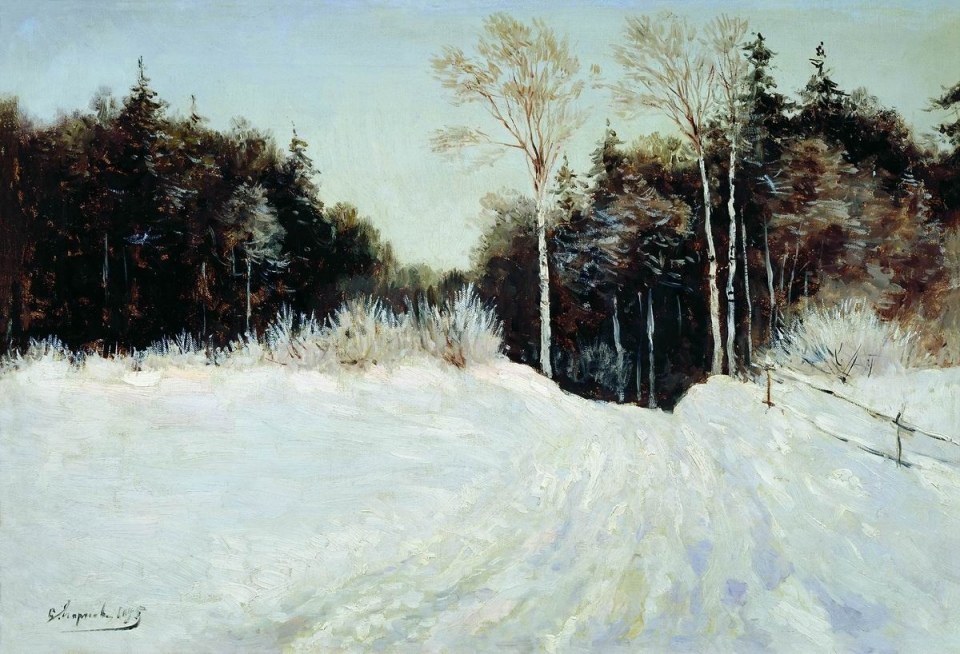
«Зима»
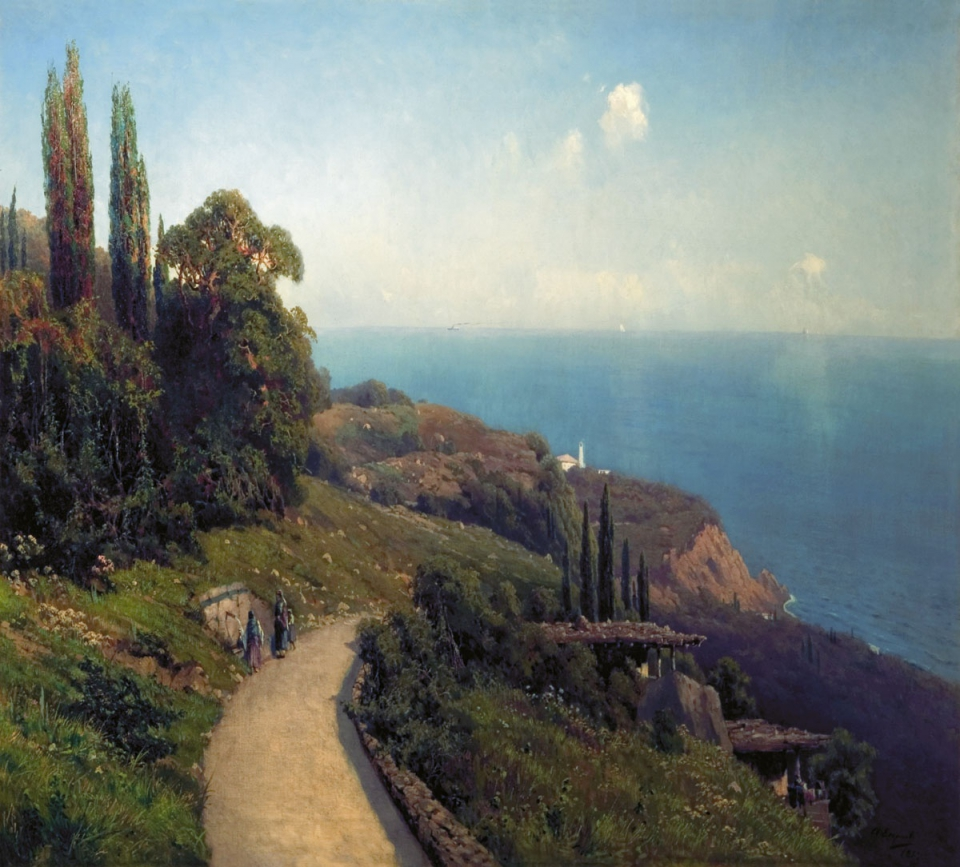
«Крым»
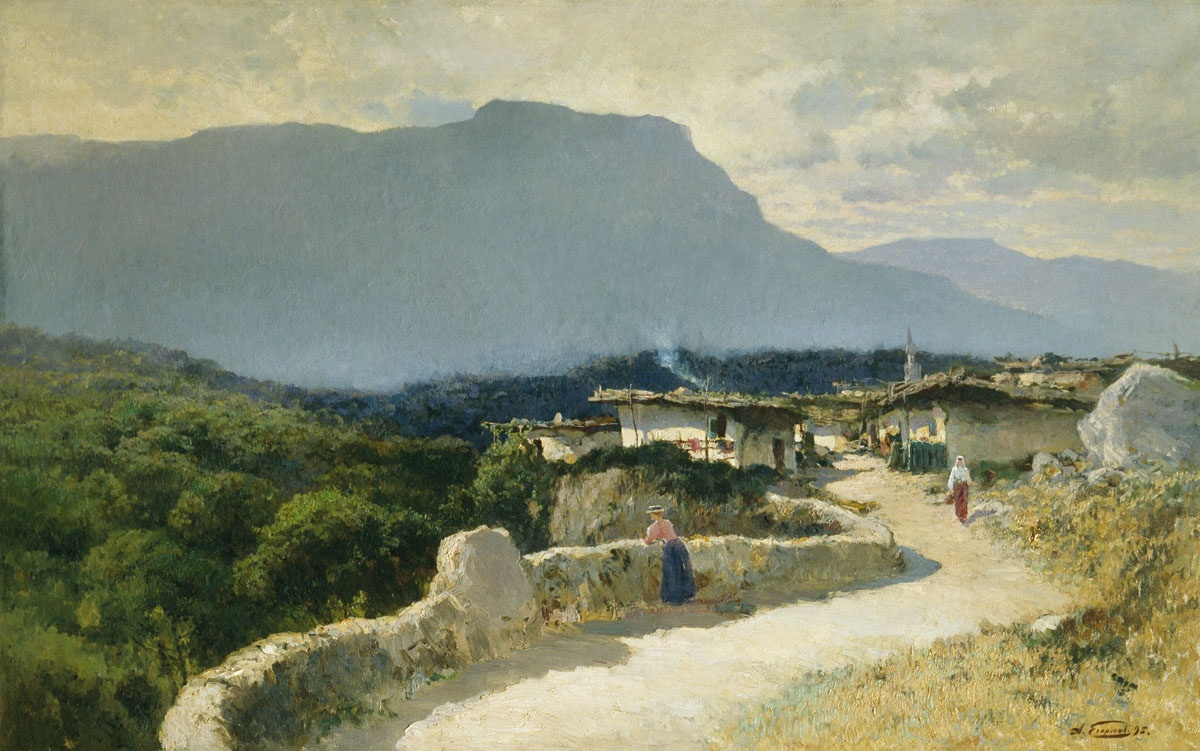
«Крымский вид»
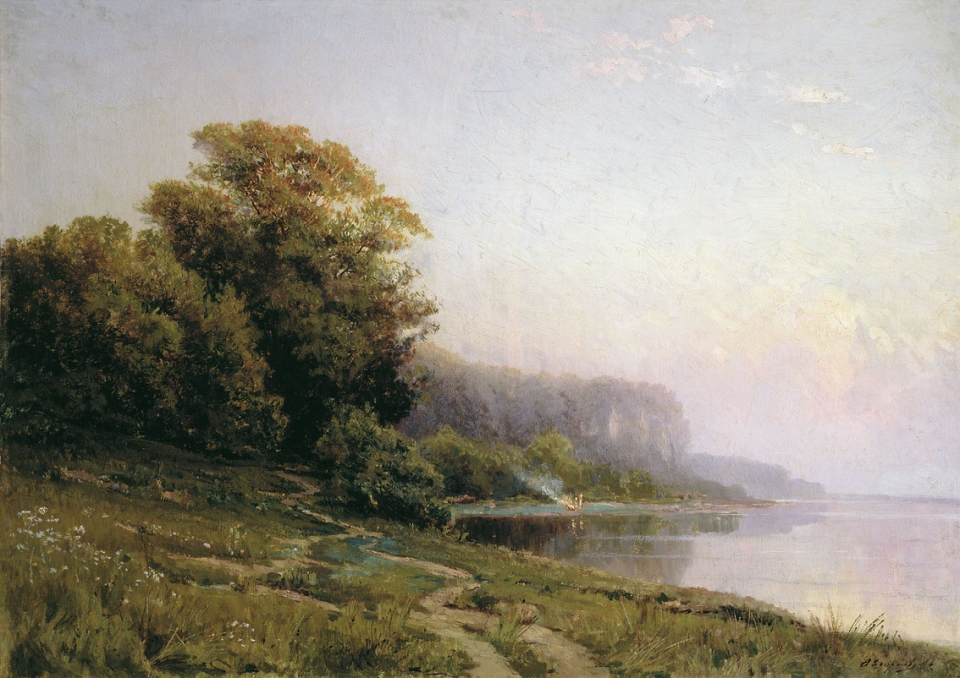
«Летний пейзаж с костром»
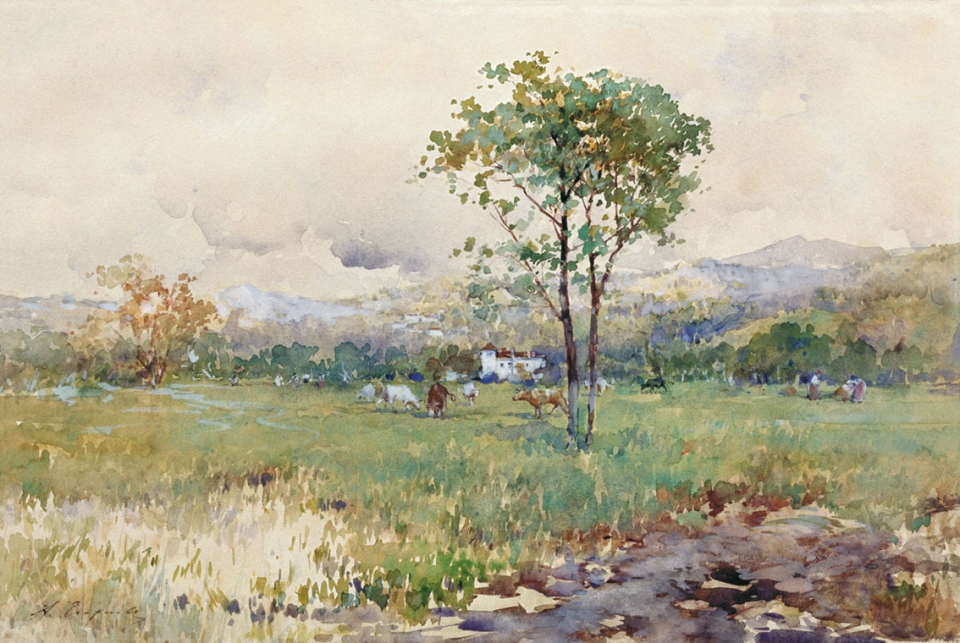
«Пейзаж»
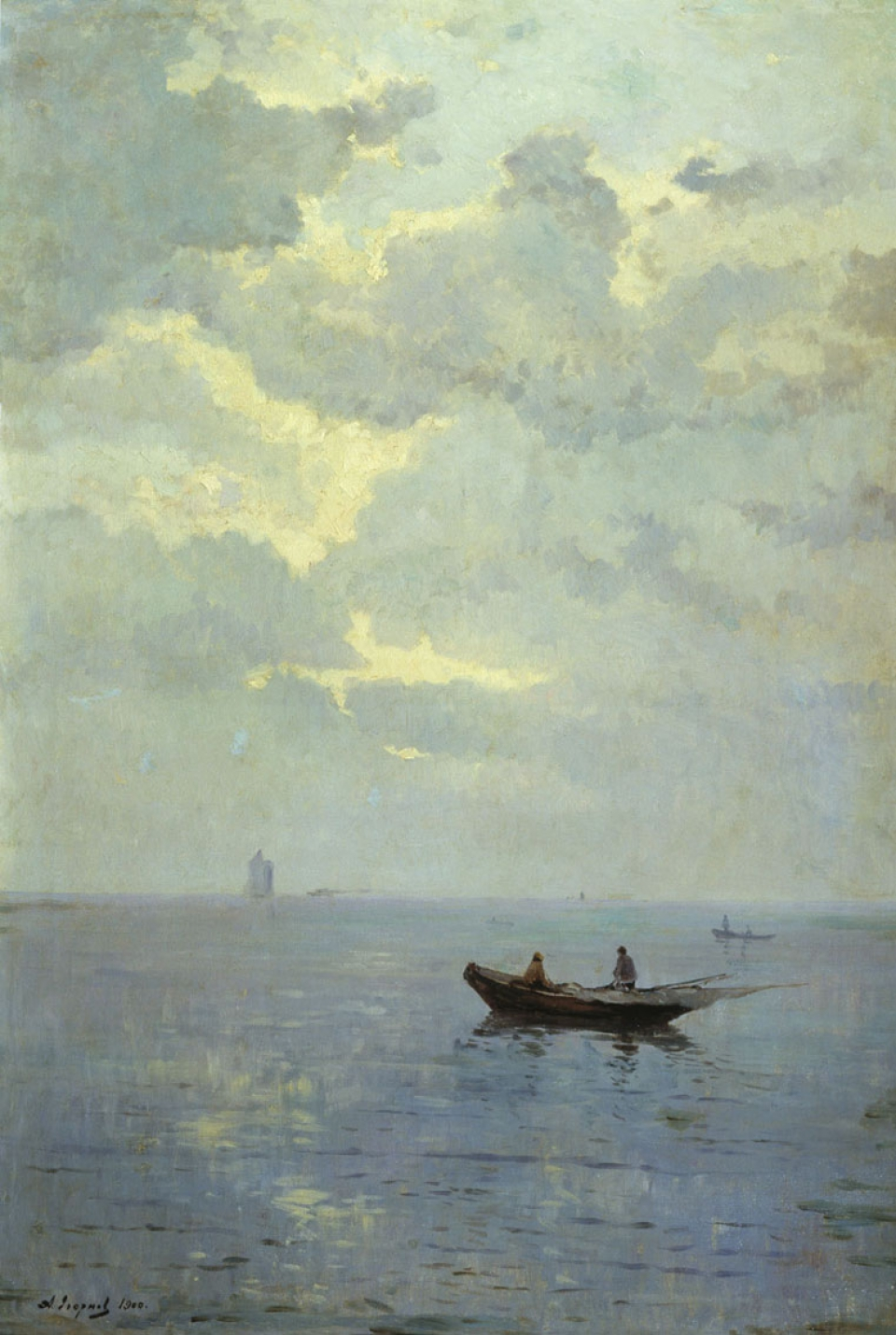
«После дождя»
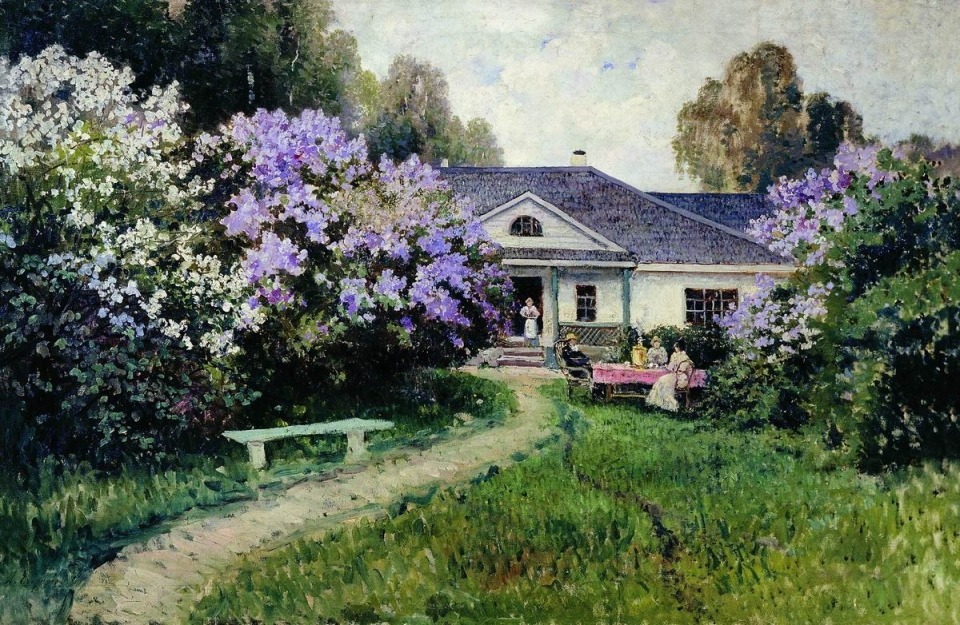
«Сирень»
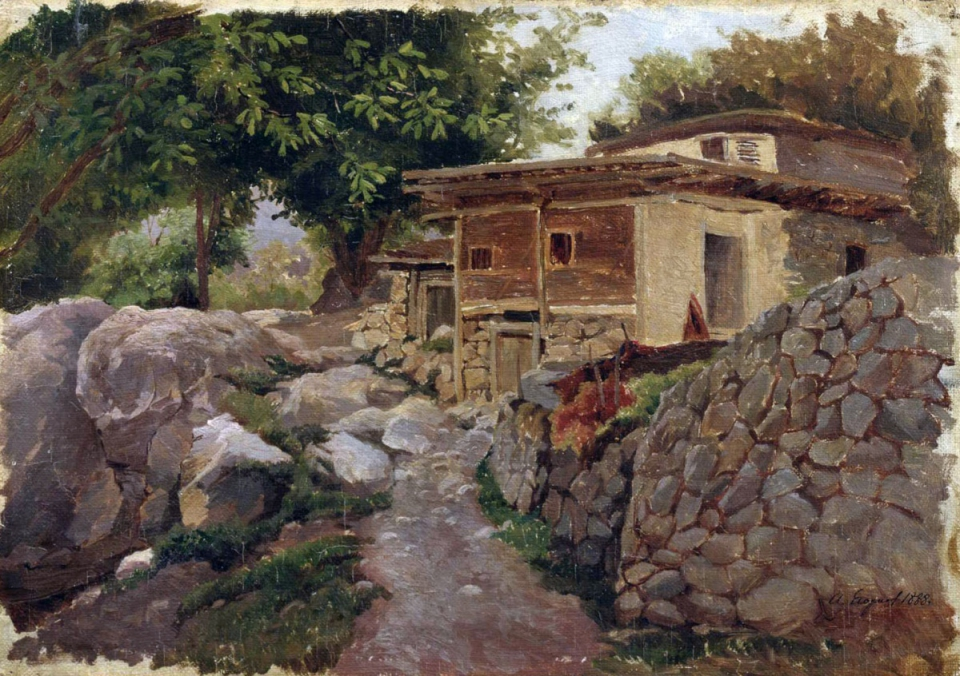
«Сакля»